# Oscar Schellekens
Ridder Oscar Marie Joseph Schellekens (Lokeren, 11 maart 1843 - Gent, 14 februari 1930) was een Belgisch senator.

## Levensloop
Oscar Schellekens was een zoon van Jean Schelekens (1813-1906) en van Célestine Eeman (1819-1894). Jean Schellekens was voorzitter van de rechtbank van eerste aanleg in Dendermonde. Hij werd in 1888 in de Belgische erfelijke adel opgenomen en verkreeg in 1896 de bij eerstgeboorte overdraagbare titel van ridder.
Oscar promoveerde tot doctor in de rechten en vestigde zich als advocaat in Dendermonde. Bij de wetgevende verkiezingen van 1912 stond hij als eerste plaatsvervanger op de lijst. In november 1918 werd hij katholiek senator voor het arrondissement Dendermonde-Sint-Niklaas in opvolging van de tijdens de oorlog overleden Emile de Neve de Roden. Hij vervulde dit mandaat tot aan de verkiezingen van 16 november 1919.
Hij was getrouwd met Flavie Verhaeghe (1848-1917) uit Wervik, dochter van bestendig afgevaardigde Jean Verhaeghe. Ze kregen drie zoons en een dochter.
In 1884 werd hij benoemd tot bestuurder van de Stedelijke Academie Dendermonde. In 1895 stichtte hij de Dendermondse Kunstgilde. 
Samen met zijn zoon Daniel richtte hij in 1910 de Banque Centrale de la Dendre op, als bank binnen de groep van de Société Générale de Belgique. Het was de eerste commerciële bankvestiging in de streek. 
Tijdens de Eerste Wereldoorlog was hij voorzitter van het Nationaal Hulp- en Voedingscomité voor de streek van Dendermonde (1914-1918). Hij was ook:
- voorzitter van de kerkfabriek van O.L.Vrouw,
- lid van het discontokantoor van de Nationale Bank van België,
- corresponderend lid van de Koninklijke Commissie voor Monumenten en Landschappen.

In 1920 werd zijn woning in Dendermonde opgeëist als voorlopige zetel van de rechtbank van eerste aanleg. Daarop verliet Schellekens Dendermonde en vestigde zich als advocaat in Gent.

## Publicaties
- Visite de Son Altesse Royale le prince Albert de Belgique à l'exposition des Beaux-Arts à Termonde, le 25 juin 1899. Allocution, Dendermonde, 1899.
- Coup d'oeil sur Termonde au temps jadis, Dendermonde, 1901.
- Les trois David Teniers, peintres. En deux parties, avec illustrations.
  - 1re partie Les Teniers à Termonde, Dendermonde, 1912.
- L'aménagement des villes. Termonde renaissante, Gent, 1919.
- La question des langues. Légalité des langues en Belgique sous l'égide de la liberté, Brussel, 1919.